# Đông Nam Bộ

Südostregion

Đông Nam Bộ (Südosten), umgangssprachlich auch Miền Đông (etwa „Ostregion“), ist eine Region Vietnams. Sie befindet sich im Süden des Landes und umfasst Ho-Chi-Minh-Stadt sowie die östlich angrenzenden Provinzen Bà Rịa-Vũng Tàu (mit der Inselgruppe Côn Đảo), Bình Dương, Bình Phước, Đồng Nai und Tây Ninh. Teilweise werden auch noch die beiden weiter östlich gelegenen Provinzen Bình Thuận und Ninh Thuận dazugezählt.
Zusammen mit der westlich angrenzenden Region Mekongdelta bildet die Südostregion die Großregion Nam Bộ (Südvietnam). Östlich grenzen wiederum die Zentrale Hochlandregion und die Südliche Küstenregion an.
Im Jahr 2011 hatte die Region (ohne die Provinzen Bình Thuận und Ninh Thuận) 14,89 Millionen Einwohner auf einer Fläche von 23.597,9 km². Mit einer Bevölkerungsdichte von 631 Menschen pro km² war der Südosten damit die am zweitdichtesten besiedelte Region Vietnams (nach dem Delta des Roten Flusses). Aufgrund der wirtschaftlichen Bedeutung von Ho-Chi-Minh-Stadt ist die Region auch die mit Abstand wirtschaftsstärkste des Landes.
Weitere bedeutende Städte in der Region sind Biên Hòa und Vũng Tàu.
Landschaftlich ist die Region geprägt vom Übergang der flachen Ebene des Mekong- und Đồng-Nai-Deltas hin zum zentralen Hochland. Es gibt vier Nationalparks: Cát Tiên, Bù Gia Mập, Côn Đảo und Lò Gò Xa Mát.